# تسنخرماندال (خنتی)
تسنخرماندال (به لاتین: Tsenkhermandal) یک منطقهٔ مسکونی در مغولستان است که در استان خنتی واقع شده‌است. تسنخرماندال ۳٬۱۷۷ کیلومتر مربع مساحت دارد.